# Stone Temple Pilots
Stone Temple Pilots — американская рок-группа, существующая с 1986 года по настоящее время с перерывом с 2003 по 2008. На тот момент в состав группы входили Скотт Уайланд — вокал, братья Роберт — бас-гитара, вокал и Дин Делео — гитара, Эрик Кретц — ударные, перкуссия. Скотт Уайланд получил посмертное признание как «голос поколения» наряду с вокалистами Nirvana Куртом Кобейном и Alice In Chains Лейном Стэйли и считается одним из самых знаковых исполнителей 1990-х и вошёл в сотню величайших вокалистов по версии Hit Parader.

## История
Успех пришёл к группе в 1992 году после выпуска альбома Core, который получил статус 8-кратного платинового диска.
Второй альбом группы, Purple, не только повторил, но и превзошёл успех дебютного релиза, дебютировав на вершине чарта Billboard 200 и оставаясь там на протяжении трех недель. Purple вошёл в топ-10 чартов стран мира и разошёлся тиражом в шесть миллионов экземпляров, став платиновым и мультиплатиновым в нескольких странах. Альбом включал в себя несколько удачных синглов, получивших активную ротацию на радио (Vasoline, Big Empty и другие). Главным хитом альбома стала композиция Interstate Love Song, по мнению критиков являющаяся одной из лучших песен 1990-х годов.
Stone Temple Pilots стала одной из наиболее успешных рок-групп 90-х, но её участники вынуждены были мириться с постоянными проблемами Уайланда, связанными с употреблением наркотиков, пока в 2003 году накопившиеся проблемы не вызвали распад группы.
Уайланд занялся проектом Velvet Revolver с бывшими участниками Guns N’ Roses, братья Делео основали группу Army of Anyone, Кретц занялся студией Bomb Shelter в Лос-Анджелесе. Однако после ухода Уайланда из Velvet Revolver в 2008 году группа воссоединилась, продолжила концертную деятельность, а также начала работу над шестым номерным альбомом, который увидел свет в 2010 году. 27 февраля 2013 году на сайте группы появилось объявление, что Скотт Уайланд официально уволен из группы, днём позже Скотт заявил, что всё ещё остаётся фронтменом группы, и сообщение на сайте было лишь рекламным ходом.
В мире продано 40 миллионов копий альбомов Stone Temple Pilots, 15 их песен входили в топ-10 чарта Billboard, включая шесть композиций, занимавших первое место. Одно из главных достижений коллектива в череде множества наград — престижная премия «Грэмми». В 1994 году группа получила награду «Грэмми» за «лучшее хард-рок исполнение» за песню «Plush» из альбома Core, опередив таких титанов рок-музыки как AC/DC, Роберт Плант из Led Zeppelin, а также восходящих звезд The Smashing Pumpkins.
19 мая 2013 года группой выпущен новый сингл Out of time с Честером Беннингтоном. Группой было официально объявлено о том, что Честер Беннингтон становится лидирующим вокалистом группы. Музыкант заверил, что постарается совмещать два коллектива:
Я никогда не пожертвую интересами Linkin Park ради другой группы, но в то же время я буду стараться отдавать Stone Temple Pilots себя на 100%
Кроме того, Честер Беннингтон признался, что давно являлся поклонником именно этой группы, и даже ходил на их концерты, назвав работу в коллективе воплощением мечты.
В ноябре 2015 года стало известно об уходе Честера Беннингтона из группы. Последний это объяснил тем, что хочет больше времени уделять своей семье и Linkin Park.
3 декабря 2015 года ушёл из жизни Скотт Уайланд, он был найден мёртвым в туровом автобусе группы Scott Weiland & the Wildabouts во время стоянки в городе Блумингтон, штат Миннесота. Согласно официальному сообщению музыкант умер во сне, в тот момент ему было 48 лет.
Согласно заявлению заместителя начальника полиции Блумингтона Дэниса Оттернесса, результаты токсикологической экспертизы покойного будут обнародованы в срок от четырёх до восьми недель. В отчёте судмедэксперта округа Хеннепин, Миннесота, опубликованном 18 декабря, причиной смерти была названа передозировка кокаина, амфетамина и алкоголя на фоне сердечно-сосудистых заболеваний и бронхиальной астмы.
Скотт Уайланд был похоронен 10 декабря на кладбище Hollywood Forever в Лос-Анджелесе. Проститься с музыкантом пришли участники Stone Temple Pilots и Velvet Revolver.
В феврале 2016 года, Stone Temple Pilots запустили онлайн-прослушивание для нового вокалиста, заявив: «Если вы знаете, что нужно группе, чтобы сделать студийную запись с этой группой, и провести тур с этой группой, мы желаем услышать это от вас». В сентябре того же года появились слухи о том, что главным кандидатом на место вокалиста группы стал филиппинский музыкант Джон Борха. В феврале 2017 года сайт AlternativeNation.net сообщил, что группа уже выбрала вокалиста, однако, его имя не раскрывалось. В той же статье было указано, что Борха и финалист 3 сезона американского шоу X Factor (франшиза) Джефф Гутт являлись «двумя претендентами на место».
20 июля 2017 года Беннингтон совершил самоубийство в возрасте 41 года. Группа выразила соболезнования в открытом письме, адресованном своему бывшему коллеге.
26 июля 2017 года группа анонсировала юбилейное переиздание альбома Core в честь 25-летия со дня выхода альбома, которое вышло 29 сентября 2017 года. Переиздание является юбилейным сборником, в который вошли ремастеренная версия альбома, ранее невыпущенные демо-версии песен и бисайды, а также отдельные песни из живых выступлений в 1993 года (концерты в Castaic Lake Natural Amphitheater, на Reading Festival, и MTV Unplugged).
В октябре 2017 года, Дин Делео сказал, что поиск нового вокалиста «шел хорошо», и что «группа вела работу над новым материалом». 14 ноября 2017 года группа объявила, что Джефф Гутт был выбран в качестве её нового вокалиста.
15 ноября 2017 года группа выпустила новую песню под названием «Meadow», которая войдет в грядущий студийный альбом.

## Награды, премии и номинации
| Год  | Номинируемая работа                   | Категория                                                          | Результат |
| ---- | ------------------------------------- | ------------------------------------------------------------------ | --------- |
| 1993 | «Plush»                               | Церемония MTV Video Music Awards 1993: Лучший новый артист         | Победа    |
| 1993 | «Plush»                               | Церемония MTV Video Music Awards 1993: Лучшее альтернативное видео | Номинация |
| 1993 | «Plush»                               | Billboard Music Awards: Рок-песня Года                             | Победа    |
| 1994 | -                                     | American Music Awards: Любимый Новый Поп/Рок-артист                | Победа    |
| 1994 | -                                     | Billboard Music Awards: Лучшее событие года в рок-музыке           | Победа    |
| 1994 | «Plush»                               | Премия «Грэмми» за лучшее исполнение в стиле хард-рок (1994)       | Победа    |
| 1995 | -                                     | American Music Awards: Любимый хэви-метал/хард-роковый артист      | Номинация |
| 1995 | -                                     | American Music Awards: Любимая поп/рок-группа/дуэт                 | Номинация |
| 1995 | «Interstate Love Song»                | Церемония MTV Video Music Awards 1995: Лучшее альтернативное видео | Номинация |
| 1995 | «Interstate Love Song»                | Церемония MTV Video Music Awards 1995: Лучшее метал/хард-рок видео | Номинация |
| 1995 | «Interstate Love Song»                | Церемония MTV Video Music Awards 1995: Лучшее видео                | Номинация |
| 1995 | «Interstate Love Song»                | Церемония MTV Video Music Awards 1995: Лучшая кинематография       | Номинация |
| 1995 | «Big Empty»                           | MTV Movie Awards 1995: Лучшая песня из фильма                      | Победа    |
| 1997 | «Trippin' on a Hole in a Paper Heart» | Премия «Грэмми» за лучшее исполнение в стиле хард-рок              | Номинация |
| 1997 | -                                     | American Music Awards for Любимый Метал/Хард-рок Артист            | Номинация |
| 1997 | -                                     | American Music Awards: Любимый Альтернативный Артист               | Номинация |
| 2000 | «Sour Girl»                           | Церемония MTV Video Music Awards 2000: Лучшая Кинематография       | Номинация |
| 2001 | «Down»                                | Премия «Грэмми» за лучшее исполнение в стиле хард-рок              | Номинация |
| 2010 | «Between the Lines»                   | Премия «Грэмми» за лучшее исполнение в стиле хард-рок              | Номинация |

## Дискография
| Студийные альбомы - Core (1992) - Purple (1994) - Tiny Music… Songs from the Vatican Gift Shop (1996) - No. 4 (1999) - Shangri-La Dee Da (2001) - Stone Temple Pilots (2010) - High Rise (2013) — мини-альбом с Честером Беннингтоном - Stone Temple Pilots (2018) - Perdida (2020) | Концертные видеоальбомы - Live (1996) - Alive in the Windy City (2012) Сборники - Thank You (2003) - Buy This (2008) |

## Состав группы
| - Дин Делео — гитара (1991—2003, 2008—настоящее время) - Роберт Делео — бас-гитара, бэк-вокал (1986—2003, 2008—настоящее время) - Эрик Кретц — ударные, перкуссия (1987—2003, 2008—настоящее время) - Джефф Гутт — вокал (2017—настоящее время) | Бывшие участники - Скотт Уайланд — вокал (1986—2003, 2008—2013) - Честер Беннингтон — вокал (2013—2015) - Кори Хиккок — ритм-гитара (1986—1990) |

Временная шкала